# Coelogyne tsii
Coelogyne tsii är en orkidéart som beskrevs av Xiao Hua Jin och Hen Li.
Coelogyne tsii ingår i släktet Coelogyne och familjen orkidéer. Inga underarter finns listade i Catalogue of Life.